# Старые Казанчи
Старые Казанчи (баш. Иҫке Ҡаҙансы) — село в Аскинском районе Республики Башкортостан России. Административный центр Казанчинского сельсовета.

## Географическое положение
Расстояние до:
- районного центра (Аскино): 35 км,
- ближайшей железнодорожной станции (Куеда): 79 км.

## История
Село основано башкирами Кыр-Таныпской волости Сибирской дороги на собственных вотчинных землях. Впервые упоминается в документах 1710 года под названием Казанчи.

## Население
| 2002 | 2009 | 2010 |
| ---- | ---- | ---- |
| 725  | ↘679 | ↘631 |

### Национальный состав
Согласно переписи 2002 года, преобладающая национальность — башкиры (91 %).

## Религия
В селе находится мечеть.

## Известные уроженцы
- Гаязов, Альфис Суфиянович (р. 1956) — советский и российский педагог. Доктор педагогических наук.
- Сафин, Нурулла Давлетгареевич (1923—1995) — советский военнослужащий, старший сержант, Герой Советского Союза.